# 김광려 삼남매 화회문기
김광려 삼남매 화회문기(金光礪 三男妹 和會文記)는 대한민국 경상남도 진주시에 있는 조선시대의 분재기류이다. 1990년 3월 2일 대한민국의 보물 제1020호로 지정되었다.

## 개요
성종 11년(1480)에 작성된 재산분배 기록이다. 이름높은 인물들을 많이 배출한 상산 김씨 가문의 16대손인 김광려, 김광범 형제와 여식인 전좌랑 한건의 처 등 3남매가 부모가 돌아가신 후 물려받은 토지와 노비를 서로 상의하여 분배하는 화회문기(和會文記)이다.
재산분배는 성별순이 아닌 나이 순으로 하여 맏아들 김광려, 한건의 처, 김광범의 순서로 분배하였고, 마지막에 각자의 이름을 적고 그 밑에 수결(지금의 서명)을 하였다.
조선시대 사회 및 가족제도 연구에 귀중한 자료이며, 또한 당시 우리 민족의 남녀평등사상을 확인할 수 있는 귀중한 자료이다.

## 참고 자료
- 김광려 삼남매 화회문기 - 국가유산청 국가유산포털